# Héctor Rodas Ramírez
Héctor Rodas Ramírez, (El Cabanyal, València, 7 de març de 1988) és un exfutbolista professional valencià. Actualment, és el segon entrenador del Llevant U.E.

## Carrera esportiva
Va jugar durant tota la seua joventut en les categories inferiors del Llevant Unió Esportiva sent fins i tot capità en el filial. Durant la fatídica temporada 2007/2008, Rodas va ser convocat a diversos partits en Primera Divisió, però sense arribar a debutar. Al final de la temporada 2008/2009, el club va anunciar el seu ascens al primer equip per a la temporada següent. Diversos dies després, el 30 de maig de 2009 aconseguia debutar amb el primer equip en un encontre contra el Rayo Vallecano, complint així el seu somni. La temporada següent, Rodas es converteix en un dels tres centrals més usats per l'entrenador Luís García Plaza i firma una ampliació de contracte fins al 2015. A més, en finalitzar la temporada, Rodas va formar part de la plantilla que va aconseguir l'ascens a la Primera Divisió l'any 2010.
El 28 de gener de 2015 Rodas va rescindir el seu vincle amb el Llevant, i va signar contracte amb el Reial Betis dos dies després. Després de no jugar massa amb els bètics, va marxar al Córdoba CF el 27 de juny.